# رابرت مالی
رابرت مَلی یا رابرت مالی (به انگلیسی: Robert Malley)؛ (زادهٔ ۱۹۶۳) وکیل، عالم سیاسی و کارشناس حل‌وفصل درگیری اهل ایالات متحده آمریکا است. در ۲۸ ژانویه ۲۰۲۰ جو بایدن او را به عنوان نماینده ویژه ایالات متحده آمریکا در امور ایران معرفی کرد. رابرت مالی پیش از آن، رئیس و مدیر عامل گروه بین‌المللی بحران در واشینگتن، دی.سی. بود. در دوره باراک اوباما نیز به عنوان دستیار ویژه رئیس‌جمهور ایالات متحده و هماهنگ‌کننده امور خاور میانه، آفریقای شمالی و منطقه خلیج فارس کار می‌کرد. وی همچنین برندهٔ جایزه بورسیه رودز شده‌است.رابرت مالی از پیشگامان احیای برجام بود و هم اکنون نیز مقام ارشد آمریکا در قبال ایران می‌باشد.

## اوایل زندگی
مالی در سال ۱۹۶۳ متولد شد. مادرش باربرا مالی (سابقاً سیلورستاین) زنی نیویورکی بود که برای هیئت نمایندگی جبهه آزادی‌بخش میهنی الجزایر در سازمان ملل کار می‌کرد و پدرش سایمن مالی (۱۹۲۳–۲۰۰۶) روزنامه‌نگار یهودی متولد مصری بود که در مصر بزرگ شد و به عنوان خبرنگار خارجی الجمهوریه کار می‌کرد. او که سمپاتی کمونیستی داشت، در نیویورک روزگار می‌گذراند، دربارهٔ امور بین‌الملل، مخصوصاً دربارهٔ جنبش‌های ملی گرایانه ضد امپریالیستی در آفریقا، می‌نوشت و نقش کلیدیش برجسته کردن جبهه آزادیبخش ملی در صحنه جهانی بود.
در سال ۱۹۶۹ مالی و خانواده‌اش -به همراه پسرش رابرت- به فرانسه نقل مکان کردند و او آنجا مجله چپگرای آفریکاسیا را تأسیس کرد.
خانواده مالی در فرانسه ماندند تا این که در سال ۱۹۸۰ والری ژیسکار دستن رئیس‌جمهور فرانسه سایمن مالی را مدت کوتاهی به خاطر خصمانگی او با استعمار غربی و اسرائیل به نیویورک اخراج کرد. راب ملی با انتونی بلینکن که بعدها وزیر امور خارجه و رییس ملی شد، در پاریس در یک دبیرستان تحصیل می‌کردند و از آن زمان با هم آشنا بودند. 
رابرت مالی در دانشگاه ییل تحصیل کرد، و در سال ۱۹۸۴ با برنده شدن بورسیه رودز وارد کالج مگدالن، آکسفورد شد، و حایز مدرک پی‌اچ‌دی در رشته فلسفه سیاسی شد. پایان‌نامه دکترای او دربارهٔ جهان سوم گرایی و افول آن بود. او به نوشتن دربارهٔ سیاست خارجی، از جمله تفسیرهای بسیار دربارهٔ منازعه اسرائیلی-فلسطینی ادامه داد. او مدرک حقوقی جی‌دی را از مدرسه حقوق هاروارد گرفت و در همان‌جا با همسر آینده اش کرولاین براون آشنا شد. دیگر همکلاسی او در مدرسه حقوق باراک اوباما بود. در ۱۹۹۱–۱۹۹۲، مالی برای بایرن وایت قاضی دیوان عالی ایالات متحده و براون برای سندرا دی اوکانر دیگر قاضی دیوان عالی کارآموزی کردند. تا سال ۲۰۱۰ این زوج دو پسر به نام‌های مایلز و بلیز پسکال و دختری به نام فرنسس داشته‌اند.

## مقام‌های سیاسی

### دولت کلینتون
رابرت مالی در دوران ریاست‌جمهوری بیل کلینتون مدیر امور دموکراسی و حقوق بشر شورای امنیت ملی ایالات متحده آمریکا بود.

### باراک اوباما
رابرت مالی در دوران ریاست‌جمهوری باراک اوباما دستیار ویژه رئیس‌جمهور و هماهنگ‌کننده امور خاورمیانه، آفریقای شمالی و منطقه خلیج فارس و از اعضای تیم آمریکا در گفتگوهای برجام بود.

### گروه بین‌المللی بحران
راب مالی ریاست گروه بین‌المللی بحران را برعهده داشت که برای جلوگیری از جنگ در جهان، کار می‌کند.

### جو بایدن
در ۲۸ ژانویه ۲۰۲۰ جو بایدن، رابرت مالی را به عنوان نماینده ویژه ایالات متحده آمریکا در امور ایران معرفی کرد. مالی در نخستین کار خود با رهبران بریتانیا، فرانسه، و آلمان دربارهٔ برنامه جامع اقدام مشترک با هدف آگاهی از جزئیات پرونده و دیدگاه سه کشور اروپایی گفتگو کرد.

### مخالفت‌ها
انتصاب او به این جایگاه با واکنش منفی مخالفان حکومت ایران مواجه شد. در ژانویه ۲۰۲۱ تام کاتن، رابرت مالی را به «همدردی با حکومت ایران و دشمنی با اسرائیل» متهم کرد. ژیو وانگ نیز رابرت مالی را متهم کرد که برای آزادی او از زندان‌های ایران، هیچ نقش مثبتی ایفا نکرده بود.
یکی دیگر از مخالفان وی نیز ادعا کرده‌است: «و در مورد مسائل ایران، اسرائیل، سوریه بیش از اندازه مواضع چپ گرایانه دارد بنابراین انتصاب وی در این حوزه مناسب نیست.»
پیتر باینارت روزنامه‌نگار نیز در این باره نوشت: «بسیاری از افرادی که با برجام مخالف بودند و فکر می‌کردند فشار حداکثری استراتژی عالی است، اکنون نگرانند، چون باب مالی احتمالاً بتواند برجام را نجات دهد.»